# Alamanno Adimari
Alamanno Adimari (Florença, 1362 – Tivoli, 17 de setembro de 1422) foi um cardeal florentino da Igreja Católica, que foi arcipreste da Basílica de São João de Latrão.

## Biografia
Obteve o doutorado em utroque iure (direito canônico e civil) na Universidade de Florença.
Tornou-se cônego do capítulo da catedral de Florença, além de pároco da igreja de San Stefano, em Modigliana, além de reitor de San Gimignano. Seus interesses culturais fizeram com que se relacionasse com expoentes do humanismo florentino, como Leonardo Bruni. Em cerca de 1394, era protonotário apostólico em Roma. Também foi Auditor da Sagrada Rota Romana.
Foi eleito bispo de Florença em 13 de dezembro de 1400, mas sem informações sobre sua ordenação episcopal. A sua nomeação para a Sé Florentina provocou uma violenta oposição na cidade, coincidindo com a transferência do Bispo Frei Onofrio Visdomini, O.S.A. para a diocese de Comacchio. A Signoria de Firenza, para evitar a vinda do novo bispo, enviou despachos e depois mensageiros ao Papa Bonifácio IX pedindo-lhe, em vão, que retificasse a decisão. Quando o Papa insistiu, os florentinos, que acusavam o bispo Adimari de ter tramado para obter a dignidade episcopal, recusaram-lhe o acesso à cidade e obrigaram assim o papa a transferi-lo para a Arquidiocese de Taranto em 16 de novembro de 1401, enquanto o arcebispo de Taranto, Jacopo Palladini, foi transferido para Florença. Parece que ele nunca foi à sua Sé em Taranto.
Em 3 de novembro de 1406 foi transferido para a Arquidiocese de Pisa, ocupando o cargo até sua promoção ao cardinalato. Em 1409, participou do Concílio de Pisa, em que negociou com Carlo Malatesta a participação do Papa Gregório XII no concílio; ele foi encarregado de ler os decretos e juntou-se à obediência do antipapa Alexandre V. Em 1410, juntou-se à obediência do antipapa João XXIII e foi nomeado legado a latere na França em 9 de junho de 1410; sua missão era tentar arrecadar um novo dízimo ao clero. Apesar da hostilidade da Universidade de Paris, a sua missão foi bem sucedida.
Tendo em vista o sucesso na França, em 6 de junho de 1411 João XXIII, num evidente sinal de gratidão, o nomeou cardeal-presbítero de Santo Eusébio. No mesmo ano, foi enviado à Espanha para tentar fazê-la abandonar a obediência do antipapa Bento XIII. Entrou em Roma em 20 de novembro de 1412. Retornou como legado à França em 13 de maio de 1413, servindo como juiz de "magistri" da Universidade de Paris em casos relativos a benefícios; a sua missão terminou com a abertura do Concílio de Constança, do qual participou.
Ele se tornou um colaborador próximo do novo Papa Martinho V e teve seus títulos confirmados em 16 de dezembro de 1417. Foi nomeado arcipreste da Basílica de São João de Latrão em 1418. O novo papa nomeou-o seu legado em Aragão e Navarra para acabar com o cisma do antipapa Bento XIII, deixando Constança em 17 de fevereiro de 1418. Embora tivesse iniciado negociações com os legados que vieram encontrá-lo em Perpignan, em maio de 1418, em Tortosa, tornou público o julgamento contra o antipapa Bento XIII, que tinha seus mais fervorosos apoiadores naquela área. A sua decisão, que interrompeu as negociações, irritou o soberano, mas ele só conseguiu um pedido de desculpas do cardeal, não a revogação da sentença, que pôs fim ao cisma dos partidários daquele antipapa. Deixou Barcelona em 3 de março de 1419, chegando à cúria papal em Florença em 30 de abril de 1419.
O cardeal envolveu-se imediatamente nas difíceis negociações entre o Papa Martinho V e Braccio da Montone para a questão do vicariato da Úmbria, conseguindo alcançar a paz em 1420. Ele deixou a cúria papal em 21 de abril de 1421 e encontrou-se com o papa em Tivoli em 26 de junho de 1421; retornou a Roma no dia 11 de outubro seguinte.
Morreu em 17 de setembro de 1422, de peste, em Tivoli. Foi sepultado na igreja de Santa Francesca Romana, em Roma.

### Conclaves
- Conclave de 1417 - participou da eleição do Papa Martinho V